# Straatwolfsmelk
Straatwolfsmelk (Euphorbia maculata) is een giftige eenjarige plant uit de wolfsmelkfamilie (Euphorbiaceae). De soort komt van nature voor in Noord-Amerika en is van daaruit over de hele wereld verspreid. In Nederland is de soort ingeburgerd. Het is een C4-plant. Het aantal chromosomen is 2n = 42.
De plant wordt  2-5 cm hoog, heeft 5-45 cm lange, sterk vertakkende, behaarde, liggende stengels en een penwortel. Het eivormige tot liniaal langwerpige blad is 5-9 mm lang en 2-4 mm breed. De bladrand is vanaf het midden tot de punt fijn gekarteld. De bovenzijde van het blad heeft vaak een donkere, roodachtige vlek. De onderzijde is bleek grijsachtig groen. Alle 1-1,3 mm lange steunblaadjes zijn van elkaar gescheiden. Ze zijn lancet-priemvormig en franjeachtig getand.
Straatwolfsmelk bloeit vanaf juni tot in september met cyathia (schijnbloemen). Het cyathium heeft vier witte of roodachtige, 0,1–0,3 mm lange en 0,2–1,5 mm brede kroonbladachtige aanhangsels en vier, groene tot geelgroene, 0,1–0,2 mm lange en 0,2–0,5 mm brede honingklieren, die bij het ouder worden roze verkleuren. Het iets behaarde involucrum, dat de schijnbloemen omgeeft, is 0,8–1 mm lang en 0,6–0,8 mm breed. Elk cyathium heeft 2-5 mannelijke bloemen. Het vruchtbeginsel is behaard. De stijlen zijn 0,3–0,4 mm lang en hebben tweelobbige stempels.
De eivormige vrucht is een aanliggend behaarde, openspringende, driekluizige, 1,3–1,5 mm lange en 1,2–1,4 mm brede kluisvrucht met één zaad per kluis. Het columella is 1–1,2 mm lang. Het 1–1,2 mm lange en 0,6–0,9 mm brede zaad is roodbruin, maar wordt bij het ouder worden grijs en heeft 3–4 dwarslopende plooien. 

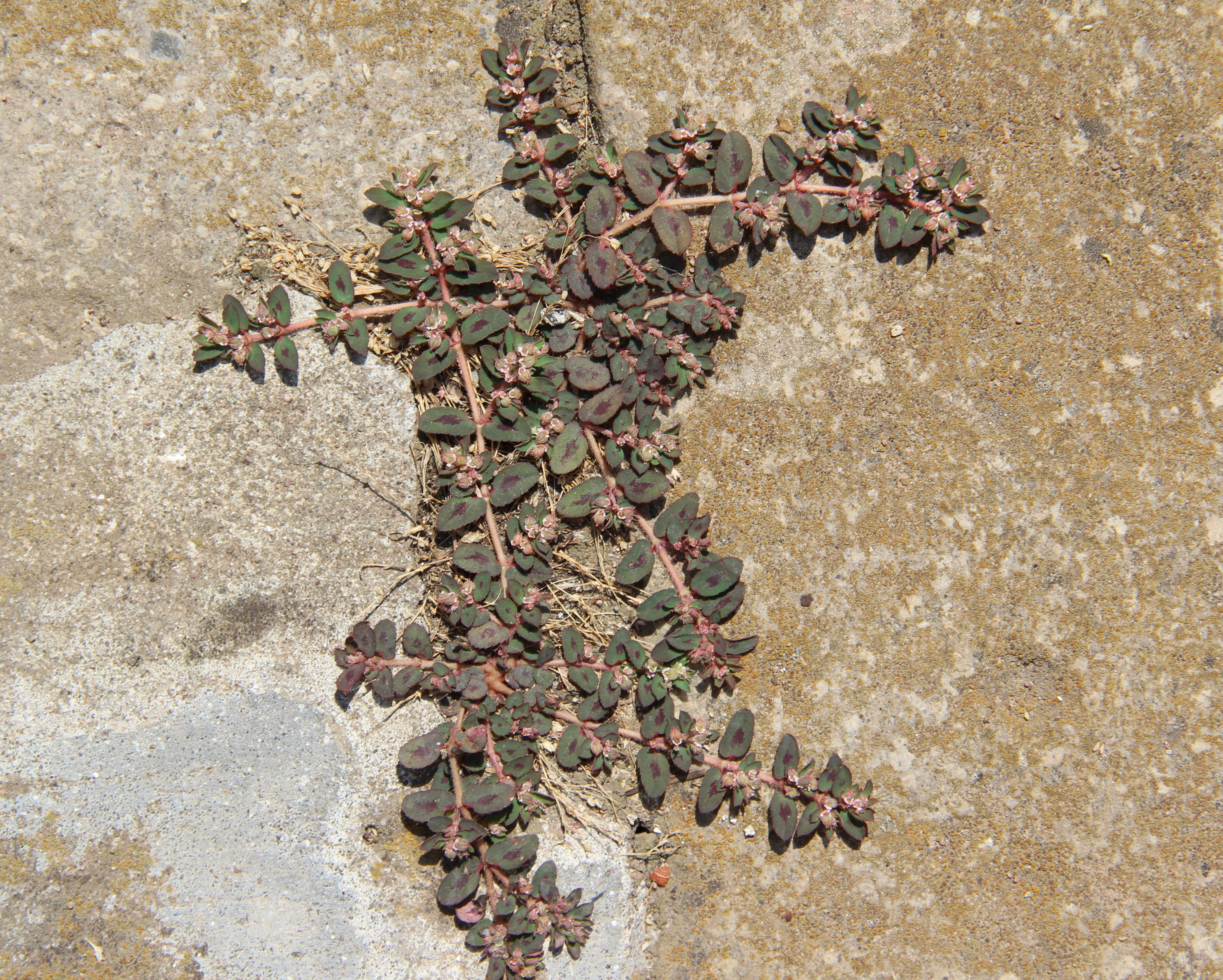
Plant
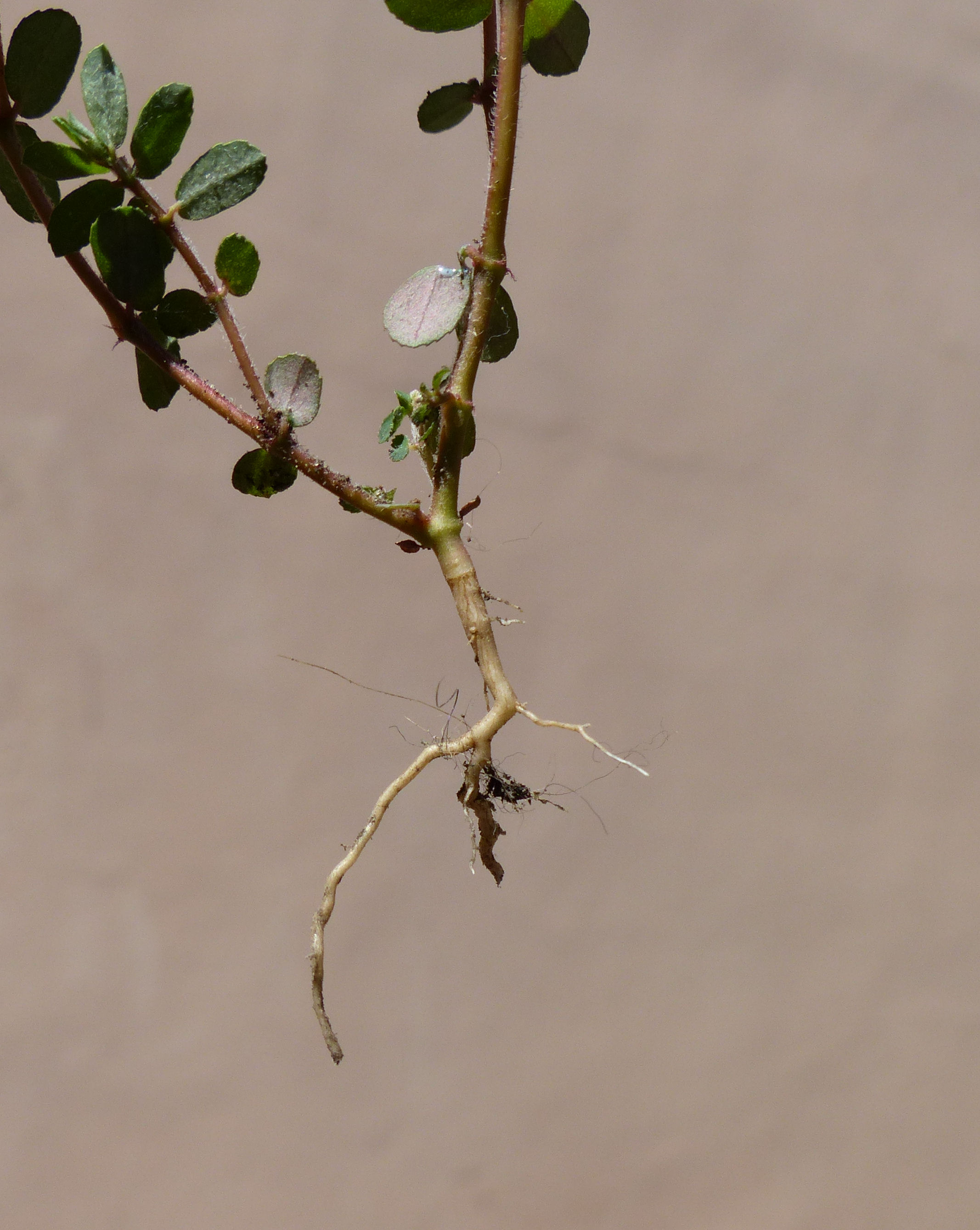
Penwortel
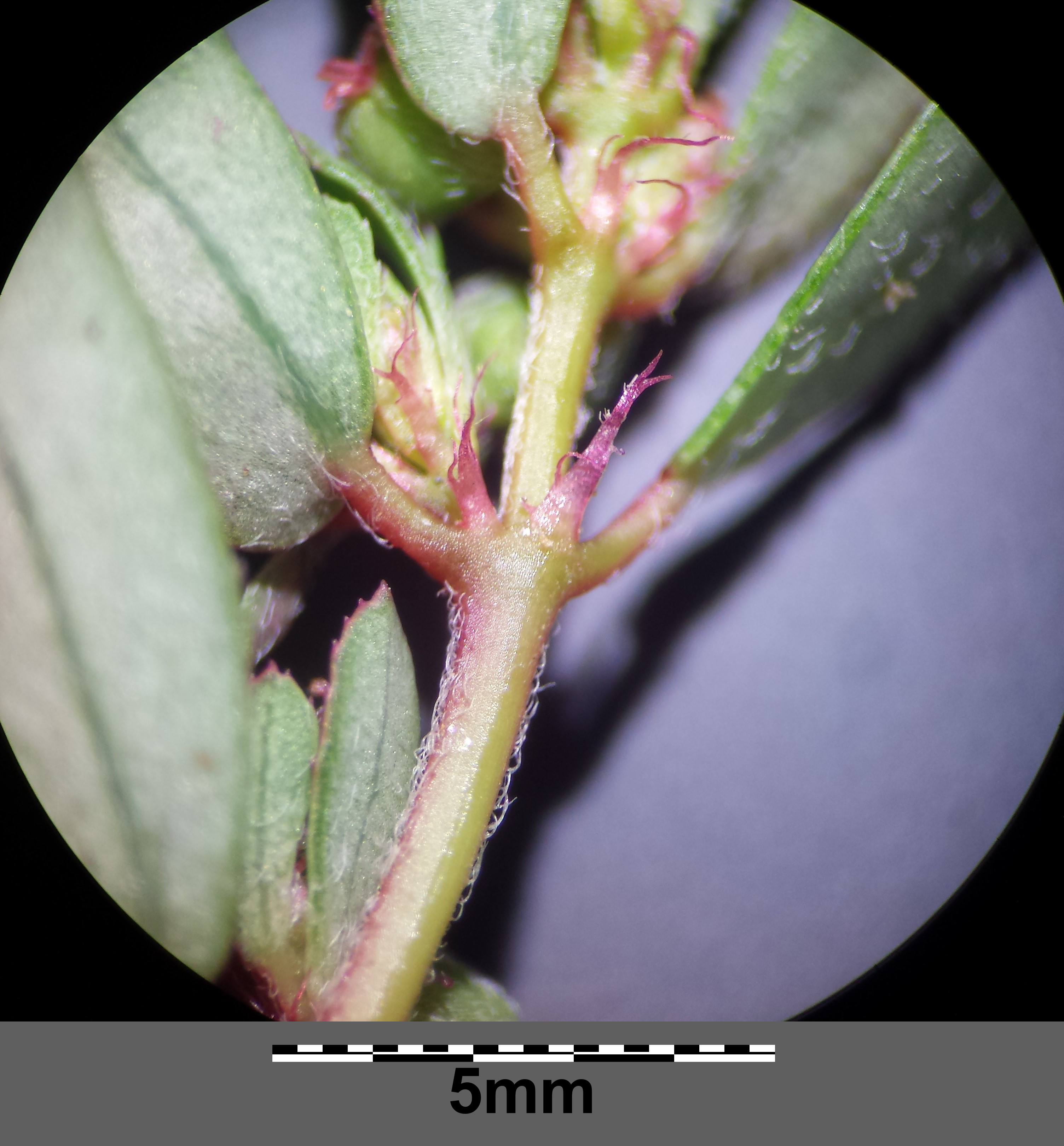
Blad met steunblaadjes aan de voet
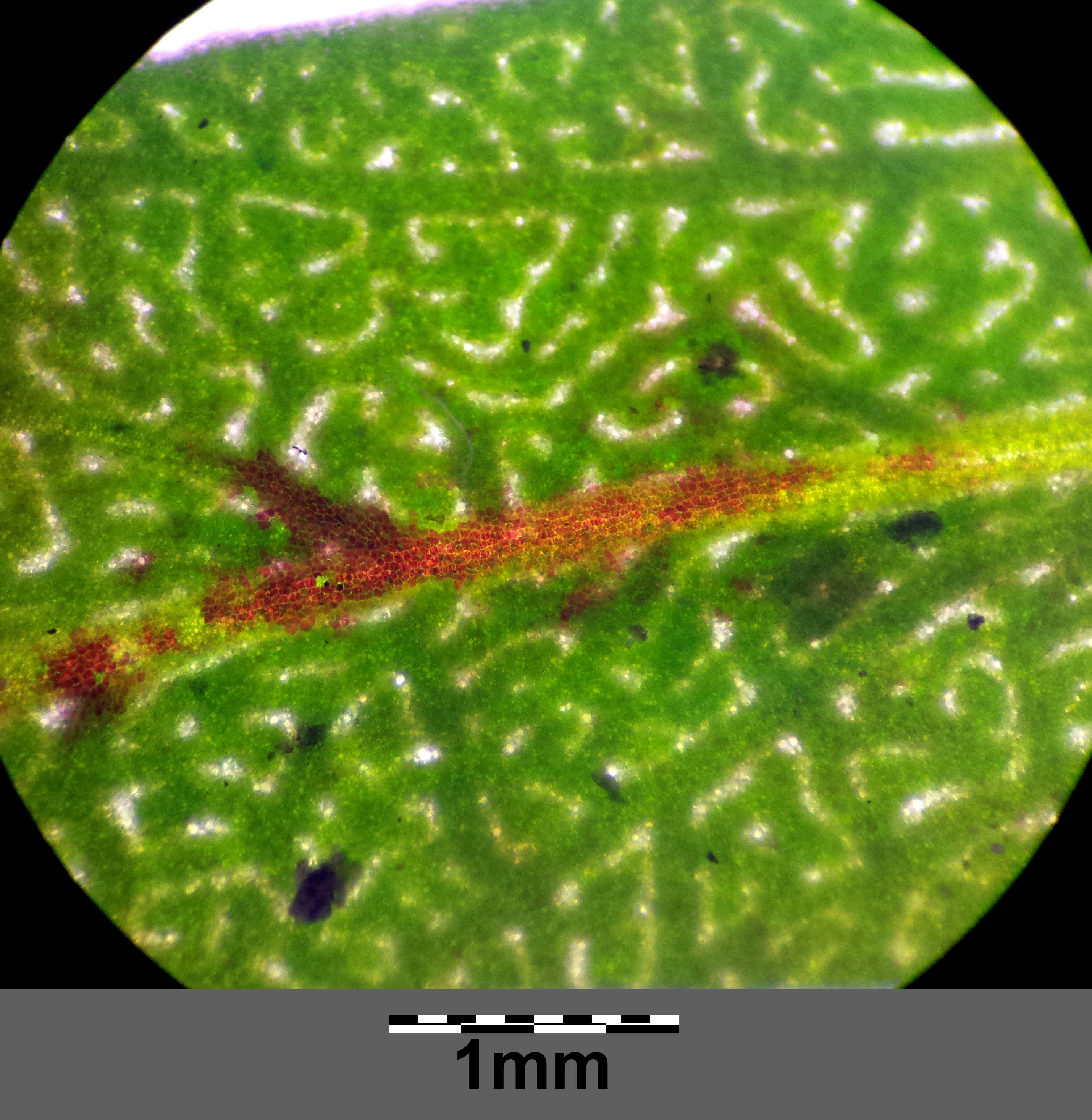
Blad
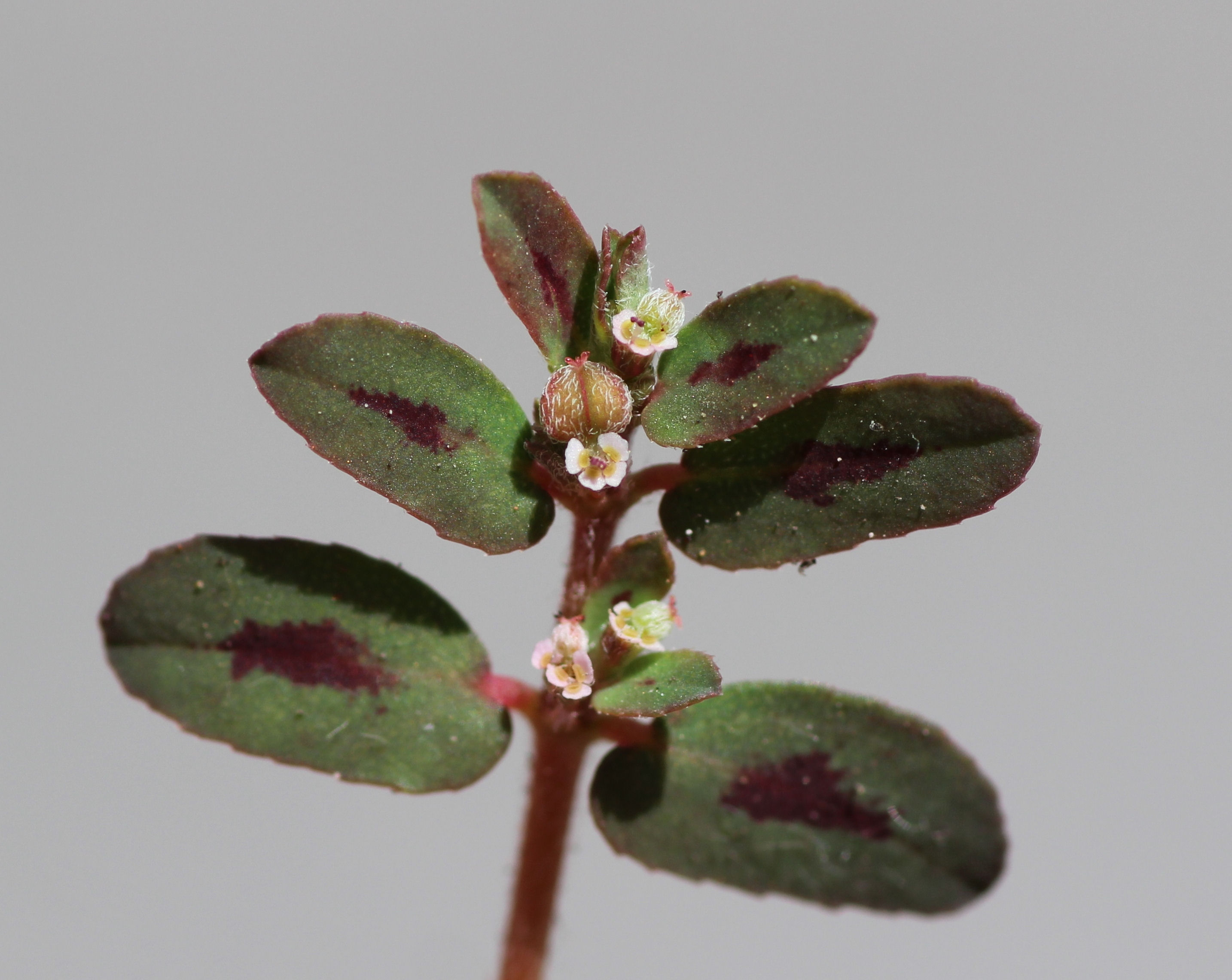
Cyathia
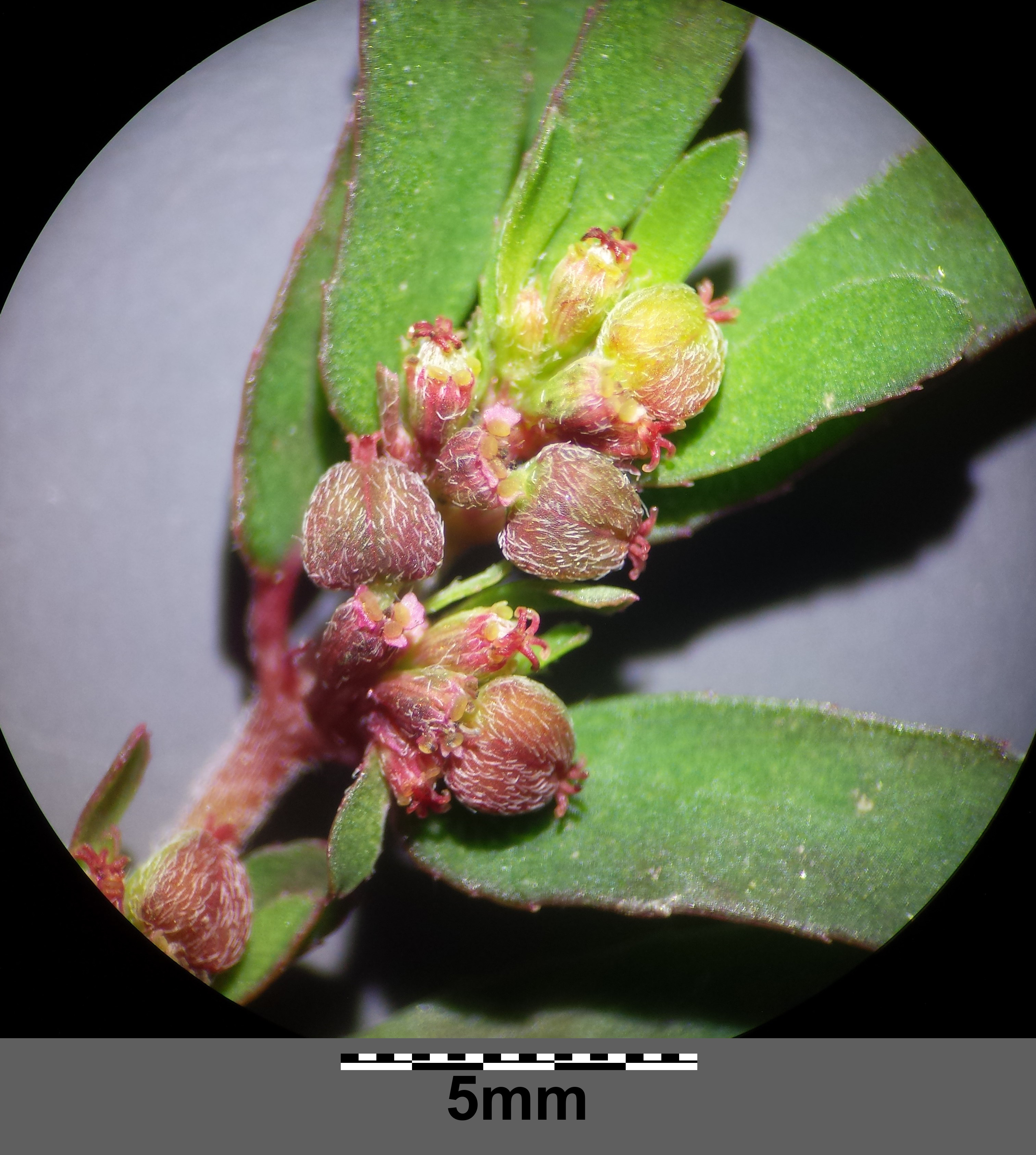
Vruchten
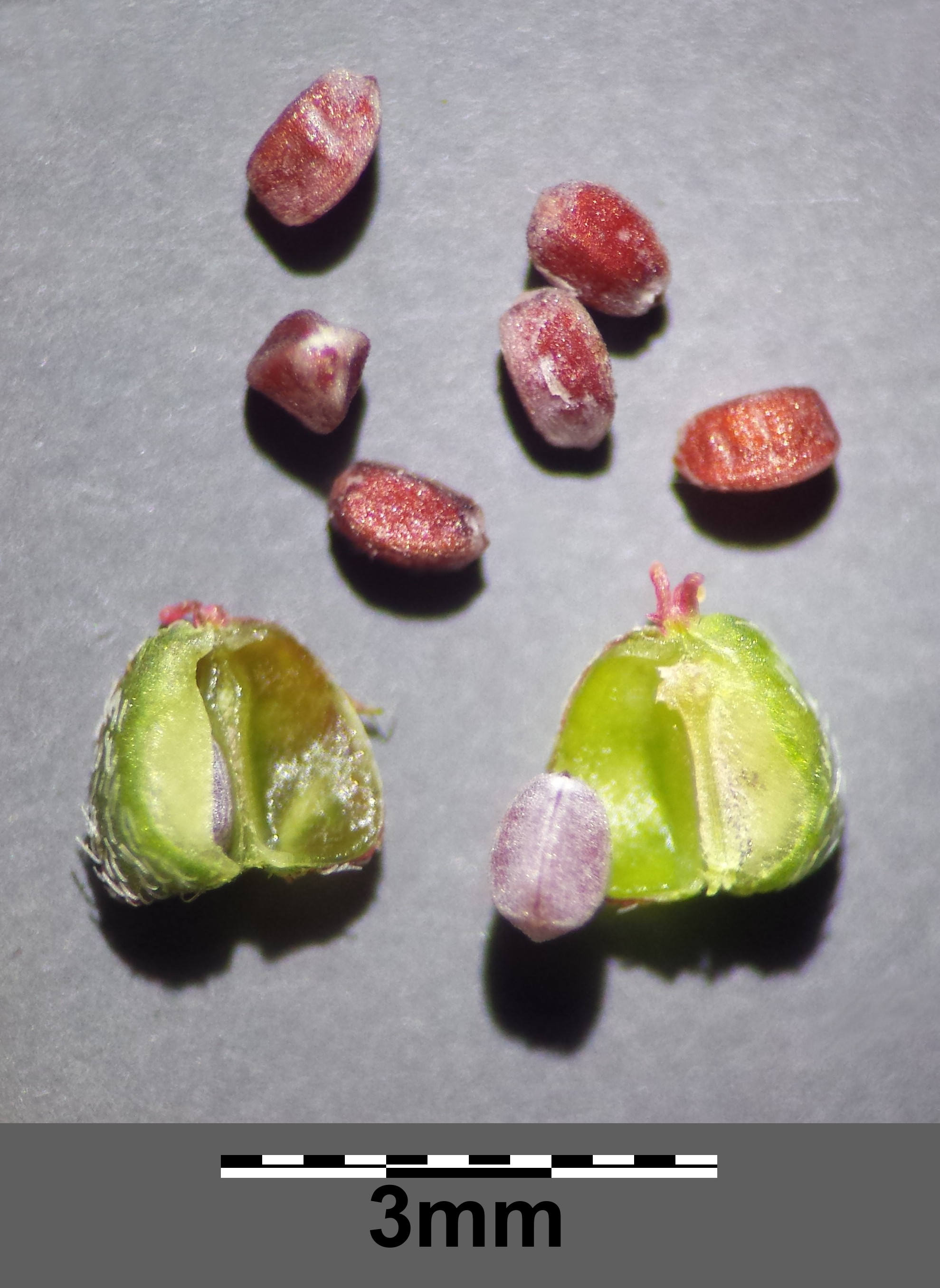
Vruchten met zaden
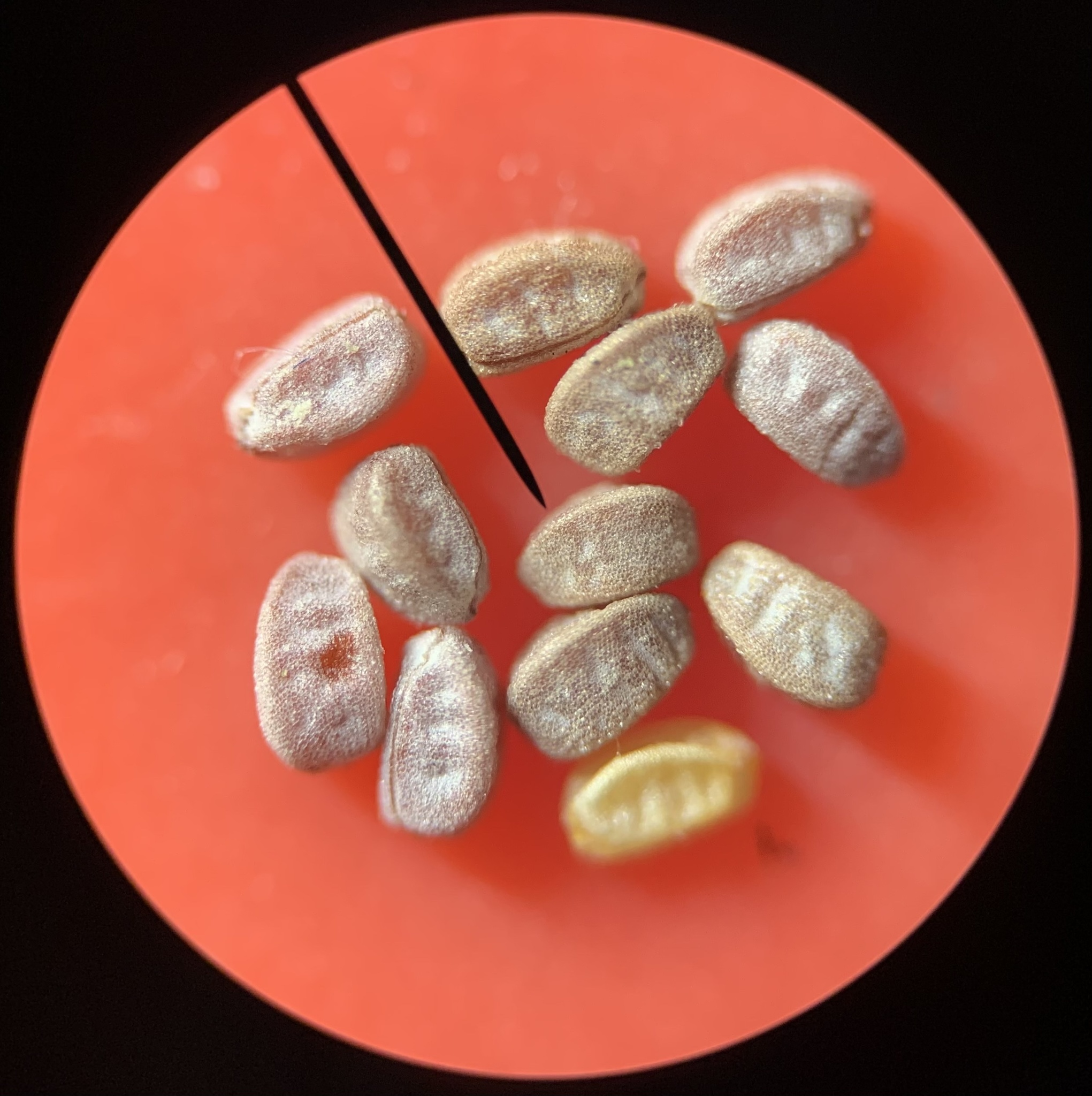
Zaden

Straatwolfsmelk is een nieuwkomer in het stedelijk gebied die haar optimum heeft tussen straatstenen (zoals de naam al aangeeft) en grindbedden. Ze komt voor in binnensteden op begraafplaatsen en langs het spoor op snel opwarmende stenige plaatsen. Deze van oorsprong Noord-Amerikaanse soort is in meerdere Europese landen al decennia ingeburgerd. In Nederland dateert de eerste vondst uit 1997. Mogelijk is ze vanuit tuincentra met plantgoed meegekomen en vandaar uit in de steden verwilderd. De verwachting is dat ze nog verder toe zal nemen. Straatwolfsmelk is de algemeenste van een aantal nauw verwante wolfsmelksoorten van het (onder)geslacht Chamaesyce. De soorten worden gekenmerkt door een (meestal) liggende groeiwijze, tegenoverstaande bladeren en de aanwezigheid van steunblaadjes. Straatwolfsmelk onderscheidt zich van andere 'Chamaesyce' soorten door de gelijkmatig behaarde vrucht en de (meestal aanwezige) vlek op het blad. Het is goed om te letten op de nauw verwante en te verwachtte soorten Euphorbia prostrata, Euphorbia humifusa en Euphorbia serpens.